# Antonio Comi
Antonio Comi (Seveso, 26 luglio 1964) è un dirigente sportivo ed ex calciatore italiano, di ruolo centrocampista e attaccante.

## Biografia
Ha un figlio, Gianmario, anch'egli calciatore, e una figlia.

## Carriera

### Giocatore
Cresciuto nel vivaio del Torino, esordì in prima squadra il 20 marzo 1983 in Torino-Fiorentina (2-0), subentrando all'83' a Carlo Borghi. Il 18 maggio, al suo esordio in Coppa Italia, realizzò il suo primo gol in maglia granata, siglando il raddoppio nella vittoria casalinga contro il Napoli (2-0) ai quarti di finale.
Rimase al Toro per sei stagioni fino alla retrocessione del club del 1989. Venne quindi venduto alla Roma con cui rimase poco più di cinque stagioni, aggiudicandosi la Coppa Italia nella stagione 1990-1991, e disputando la finale di andata della Coppa UEFA 1990-1991 contro l'Inter, vinta dai nerazzurri.
Nel novembre del 1994 passò al Como in Serie B dove concluse la sua carriera dopo la retrocessione dei lariani in Serie C1 nella primavera 1995. Ha totalizzato complessivamente 245 presenze e 18 reti in Serie A e 20 presenze in Serie B.

### Dirigente
Rientra in orbita granata nel 2001 come coordinatore tecnico del settore giovanile, divenendo poi responsabile del settore giovanile nel 2003, carica che continua a rivestire anche dopo il fallimento del 2005 per volere del nuovo presidente Urbano Cairo.
Il 29 luglio 2011 viene nominato direttore generale del Torino. Nel settembre del 2012 inizia il corso da direttore sportivo a Coverciano.
Il 1º Luglio 2021 il Torino, con una nota sul suo sito ufficiale, comunica la risoluzione del contratto con Antonio Comi.

## Statistiche

### Presenze e reti nei club
| Stagione        | Squadra         | Campionato      | Campionato | Campionato | Coppe nazionali | Coppe nazionali | Coppe nazionali | Coppe continentali | Coppe continentali | Coppe continentali | Altre coppe | Altre coppe | Altre coppe | Totale | Totale |
| Stagione        | Squadra         | Comp            | Pres       | Reti       | Comp            | Pres            | Reti            | Comp               | Pres               | Reti               | Comp        | Pres        | Reti        | Pres   | Reti   |
| --------------- | --------------- | --------------- | ---------- | ---------- | --------------- | --------------- | --------------- | ------------------ | ------------------ | ------------------ | ----------- | ----------- | ----------- | ------ | ------ |
| 1982-1983       | Torino          | A               | 5          | 0          | CI              | 3               | 1               | -                  | -                  | -                  | -           | -           | -           | 8      | 1      |
| 1983-1984       | Torino          | A               | 11         | 1          | CI              | 5               | 0               | -                  | -                  | -                  | -           | -           | -           | 16     | 1      |
| 1984-1985       | Torino          | A               | 17         | 0          | CI              | 6               | 1               | -                  | -                  | -                  | -           | -           | -           | 23     | 1      |
| 1985-1986       | Torino          | A               | 30         | 7          | CI              | 9               | 4               | CU                 | 4                  | 2                  | TE          | 4           | 0           | 47     | 13     |
| 1986-1987       | Torino          | A               | 29         | 3          | CI              | 7               | 2               | CU                 | 8                  | 4                  | -           | -           | -           | 44     | 9      |
| 1987-1988       | Torino          | A               | 29+1       | 3          | CI              | 13              | 2               | -                  | -                  | -                  | -           | -           | -           | 43     | 5      |
| 1988-1989       | Torino          | A               | 28         | 0          | CI              | 8               | 3               | -                  | -                  | -                  | -           | -           | -           | 36     | 3      |
| Totale Torino   | Totale Torino   | Totale Torino   | 149+1      | 14         |                 | 51              | 13              |                    | 12                 | 6                  |             | 4           | 0           | 217    | 33     |
| 1989-1990       | Roma            | A               | 31         | 1          | CI              | 6               | 0               | -                  | -                  | -                  | -           | -           | -           | 37     | 1      |
| 1990-1991       | Roma            | A               | 18         | 0          | CI              | 3               | 1               | CU                 | 11                 | 0                  | -           | -           | -           | 32     | 1      |
| 1991-1992       | Roma            | A               | 10         | 0          | CI              | 2               | 0               | CdC                | 1                  | 0                  | SI          | 0           | 0           | 13     | 0      |
| 1992-1993       | Roma            | A               | 24         | 2          | CI              | 8               | 0               | CU                 | 5                  | 0                  | -           | -           | -           | 37     | 2      |
| 1993-1994       | Roma            | A               | 13         | 1          | CI              | 3               | 0               | -                  | -                  | -                  | -           | -           | -           | 16     | 1      |
| Totale Roma     | Totale Roma     | Totale Roma     | 96         | 4          |                 | 22              | 1               |                    | 17                 | -                  |             | 0           | 0           | 135    | 5      |
| 1994-1995       | Como            | B               | 20         | 0          | CI              | 0               | 0               | -                  | -                  | -                  | -           | -           | -           | 20     | 0      |
| Totale carriera | Totale carriera | Totale carriera | 265+1      | 18         |                 | 73              | 14              |                    | 29                 | 6                  |             | 4           | 0           | 372    | 37     |

## Palmarès

### Club

#### Competizioni giovanili
- Campionato Primavera: 1

Torino: 1984-1985
- Torneo di Viareggio: 1

Torino: 1985

#### Competizioni nazionali
- Coppa Italia: 1

Roma: 1990-1991